# Hydrovatus wittei
Hydrovatus wittei är en skalbaggsart som beskrevs av Olof Biström 1997. Hydrovatus wittei ingår i släktet Hydrovatus och familjen dykare. Inga underarter finns listade i Catalogue of Life.